# فورملو
فورملو (به ایتالیایی: Formello) یک کومونه در ایتالیا است که در استان رم واقع شده‌است.

## خصوصیات
فورملو ۳۱ کیلومترمربع مساحت و ۱۲٬۰۱۶ نفر جمعیت دارد و ۲۴۳ متر بالاتر از سطح دریا واقع شده‌است.

## نگارخانه

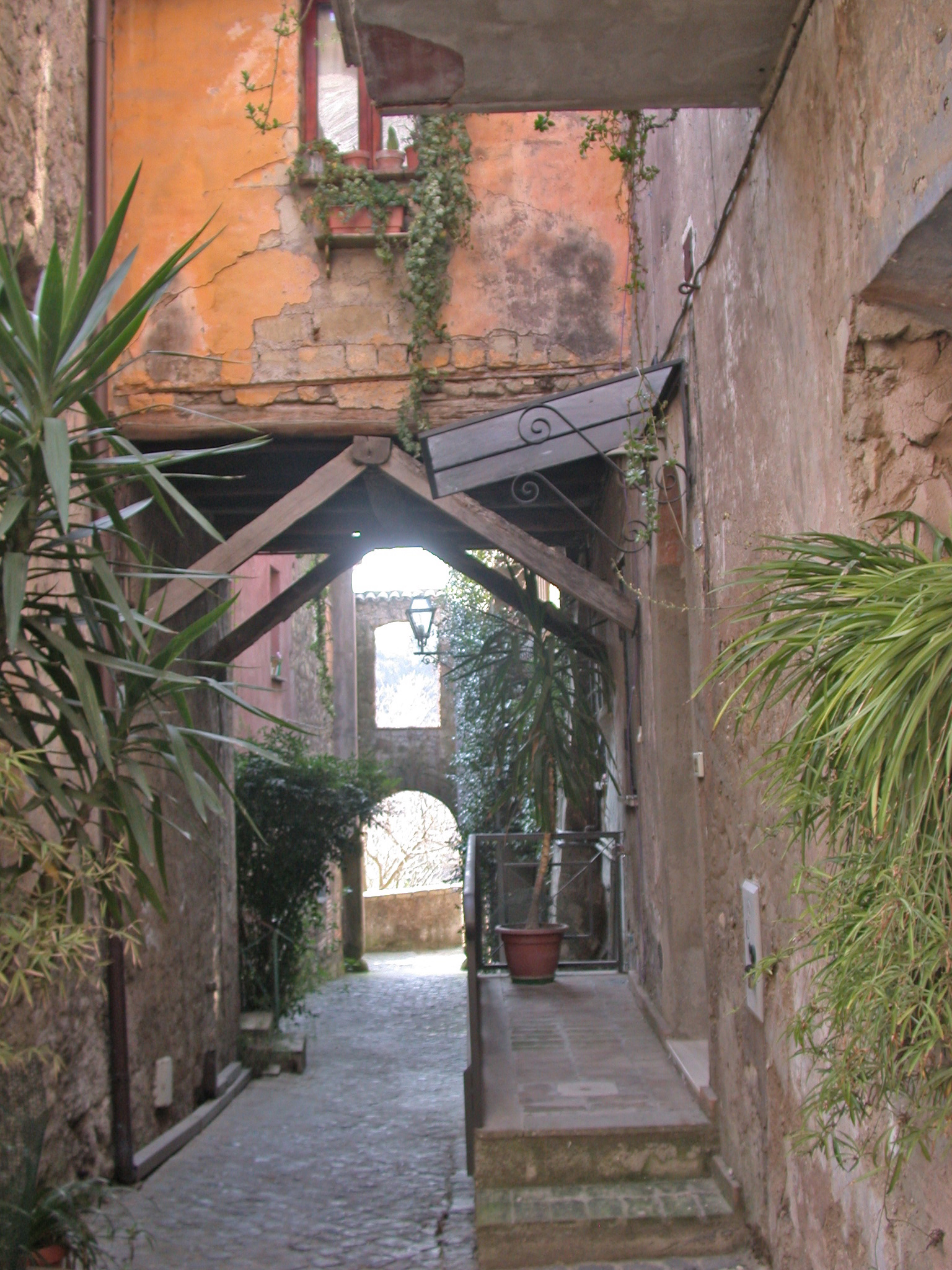
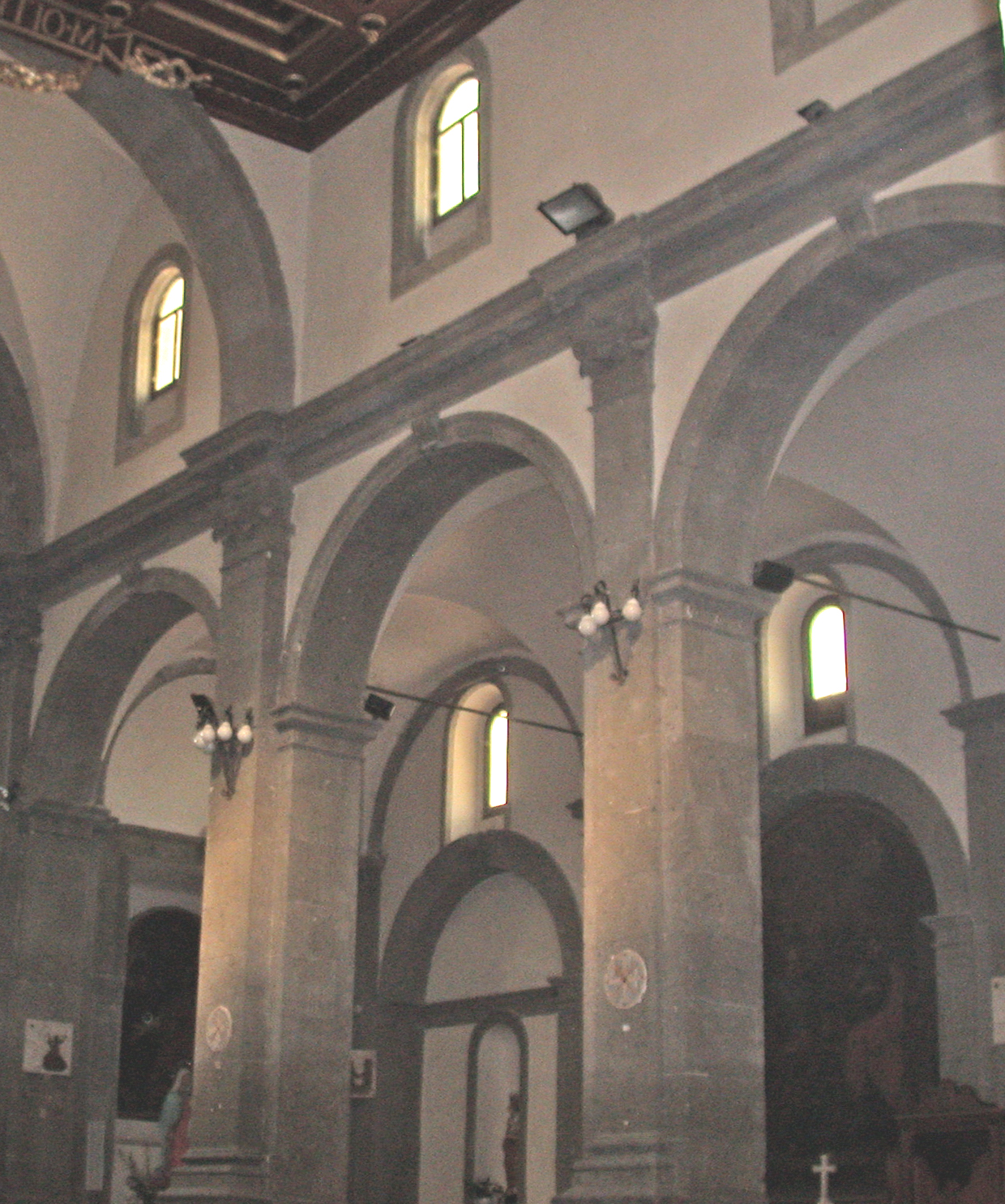
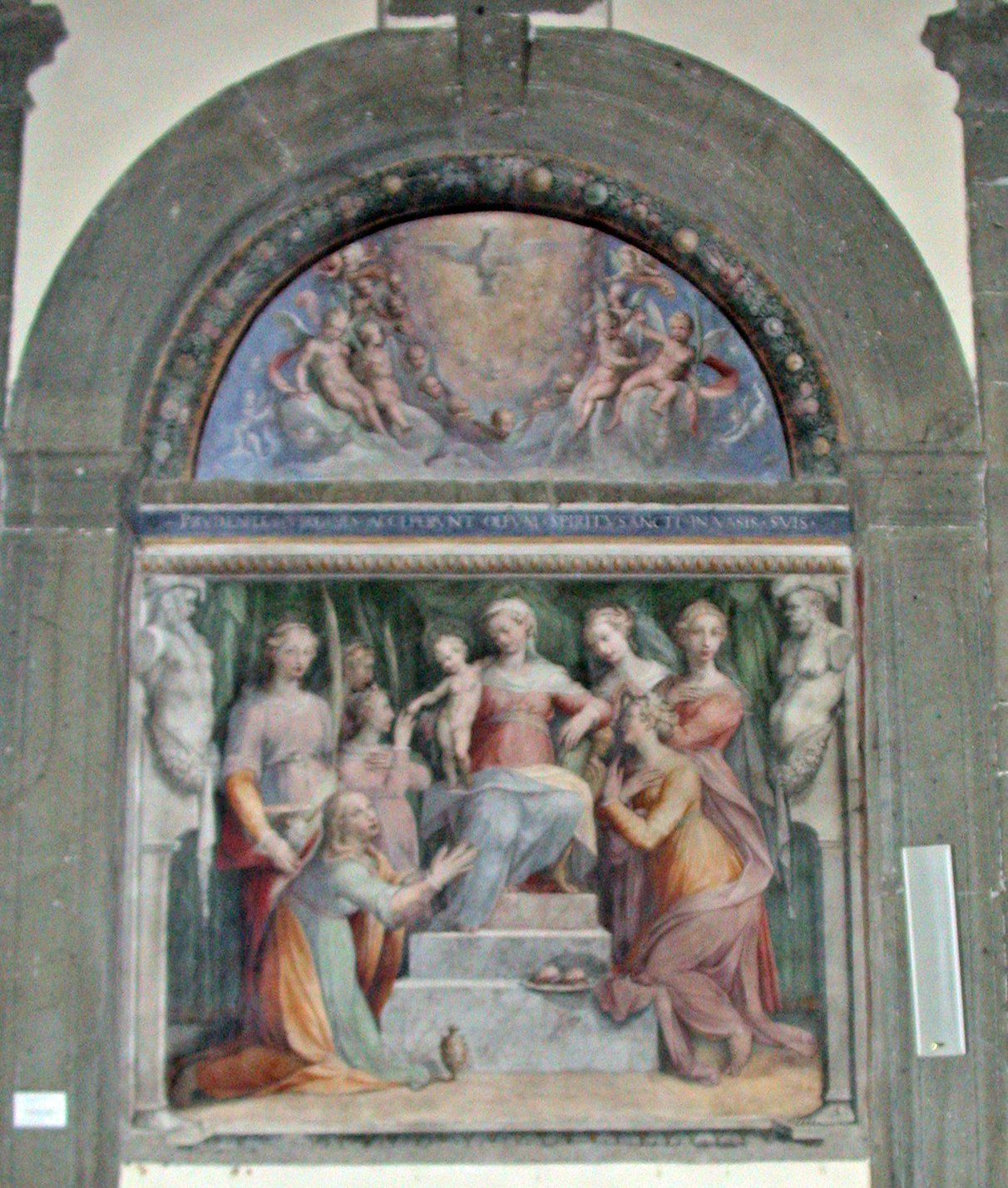
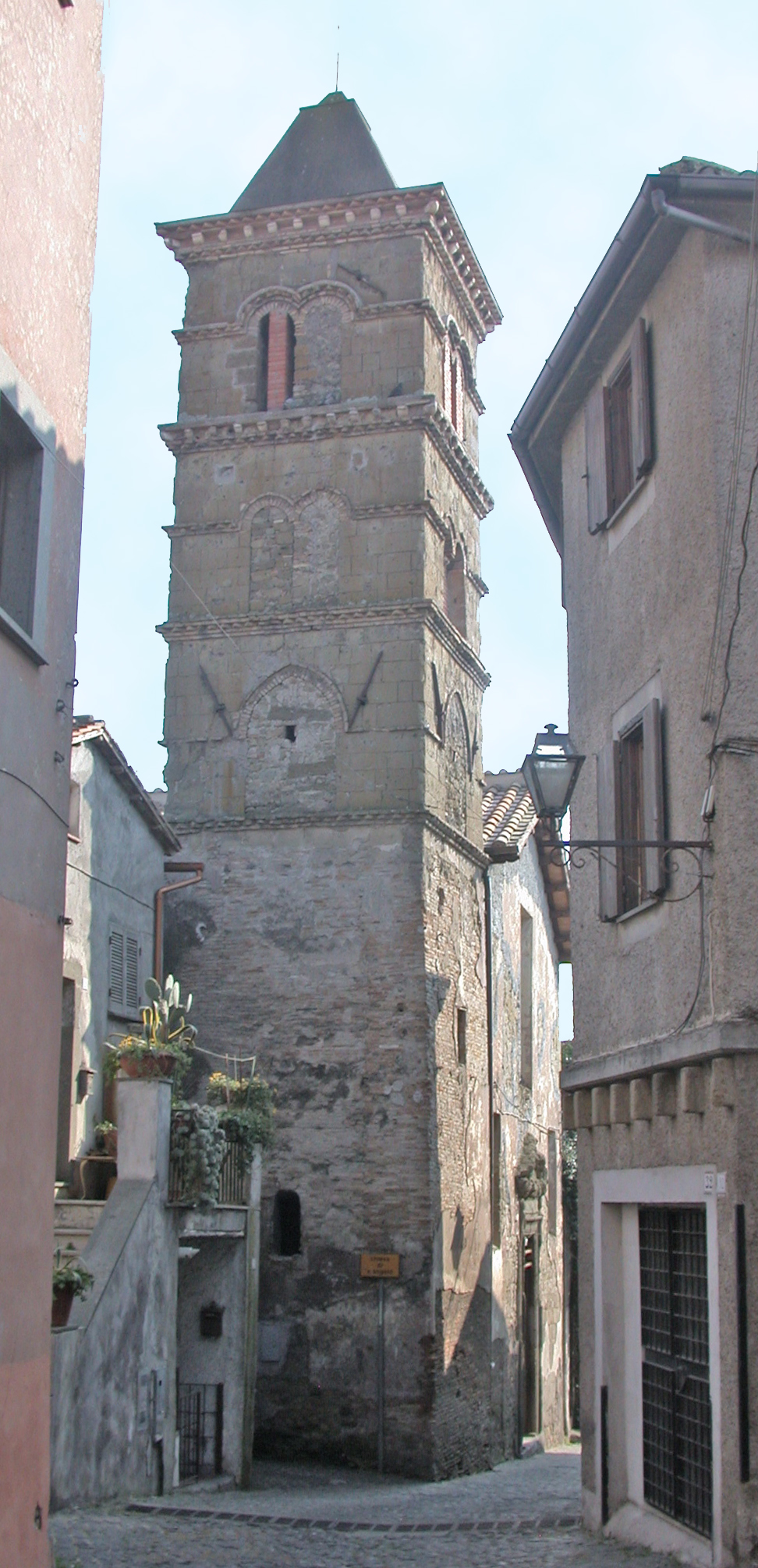
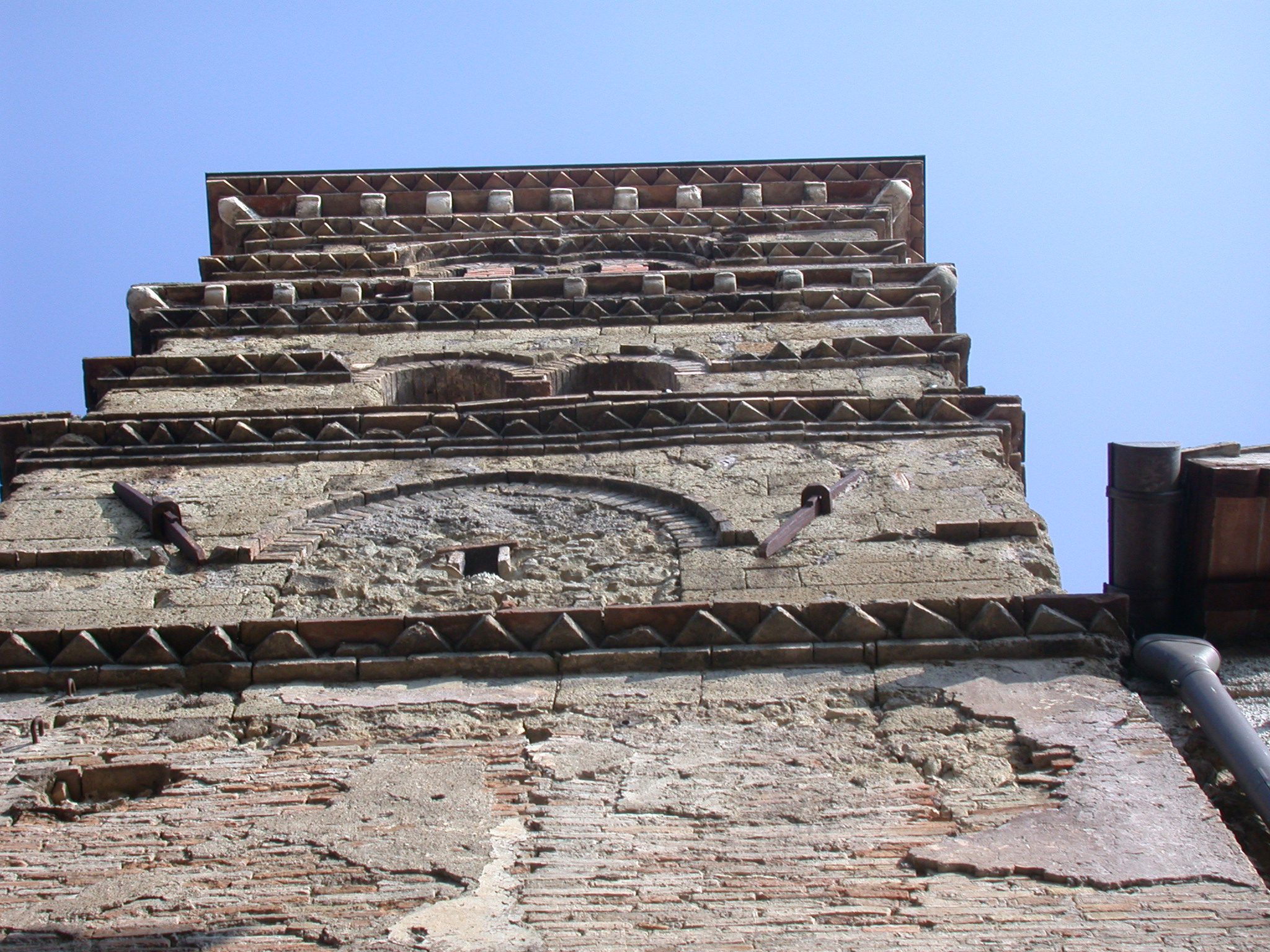
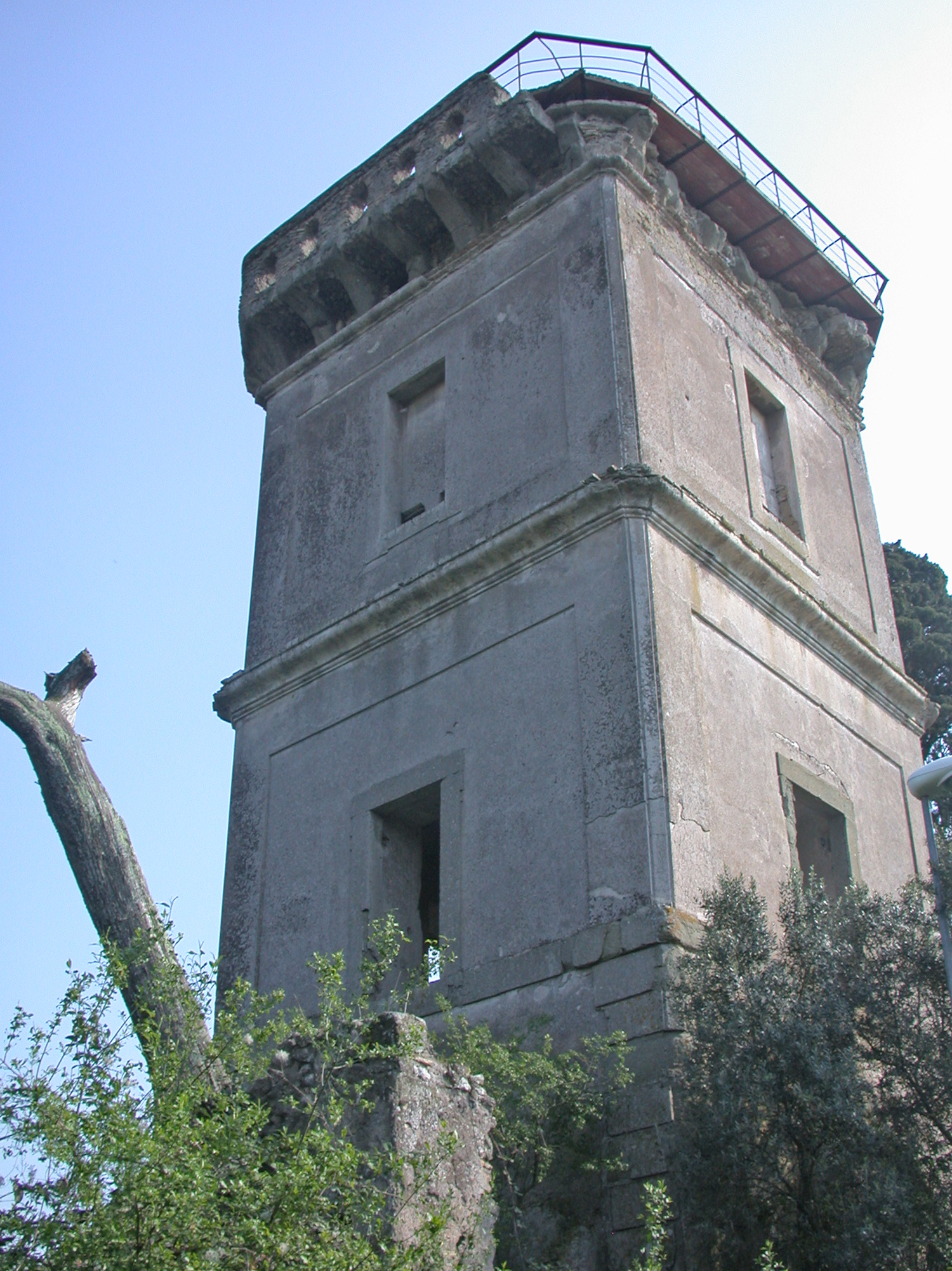